# Paderborn (distrito)
Paderborn é um distrito (Kreis) da Alemanha localizado na região (Regierungsbezirk) de Detmold, no estado da Renânia do Norte-Vestfália.

## Cidades e municípios
(População em 31 de dezembro de 2005)
| Cidades 1. Bad Lippspringe (15 292) 2. Bad Wünnenberg (12 477) 3. Büren (22 152) 4. Delbrück (30 050) 5. Lichtenau (11 237) 6. Paderborn (143 769) 7. Salzkotten (24 665) | Municípios 1. Altenbeken (9 636) 2. Borchen (13 405) 3. Hövelhof (16 020) |